# Golden State Warriors 1977-1978
La stagione 1977-78 dei Golden State Warriors fu la 29ª nella NBA per la franchigia.
I Golden State Warriors arrivarono quinti nella Pacific Division della Western Conference con un record di 43-39, non qualificandosi per i play-off.

## Risultati
| Squadra                | V  | P  | %    | GB |
| ---------------------- | -- | -- | ---- | -- |
| Portland Trail Blazers | 58 | 24 | 70,7 | -  |
| Phoenix Suns           | 49 | 33 | 59,8 | 9  |
| Seattle SuperSonics    | 47 | 35 | 57,3 | 11 |
| Los Angeles Lakers     | 45 | 37 | 54,9 | 13 |
| Golden State Warriors  | 43 | 39 | 52,4 | 15 |

## Roster
| N° | Naz.                   | Ruolo | Sportivo        | Anno | Alt. | Peso \|\| |
| -- | ---------------------- | ----- | --------------- | ---- | ---- | --------- |
| 00 | Stati Uniti (bandiera) | C     | Robert Parish   | 1953 | 213  | 104       |
| 10 | Stati Uniti (bandiera) | G     | Charles Johnson | 1949 | 183  | 77        |
| 12 | Stati Uniti (bandiera) | A     | E.C. Coleman    | 1950 | 203  | 102       |
| 15 | Stati Uniti (bandiera) | G     | Charles Dudley  | 1950 | 188  | 82        |
| 20 | Stati Uniti (bandiera) | G     | Phil Smith      | 1952 | 193  | 84        |
| 21 | Stati Uniti (bandiera) | G     | Ricky Marsh     | 1954 | 191  | 91        |
| 22 | Stati Uniti (bandiera) | GA    | Sonny Parker    | 1955 | 198  | 91        |
| 24 | Stati Uniti (bandiera) | A     | Rick Barry      | 1944 | 201  | 93        |
| 25 | Stati Uniti (bandiera) | G     | Rickey Green    | 1954 | 183  | 77        |
| 33 | Stati Uniti (bandiera) | GA    | Nate Williams   | 1950 | 196  | 98        |
| 40 | Stati Uniti (bandiera) | A     | Derrek Dickey   | 1951 | 201  | 99        |
| 41 | Stati Uniti (bandiera) | A     | Wesley Cox      | 1955 | 198  | 98        |
| 43 | Stati Uniti (bandiera) | AC    | Larry McNeill   | 1951 | 206  | 88        |
| 44 | Stati Uniti (bandiera) | C     | Clifford Ray    | 1949 | 206  | 104       |

## Staff tecnico
- Allenatore: Al Attles
- Vice-allenatore: Joe Roberts
- Preparatore atletico: Dick D'Oliva